# Maria Teresa Madeira
Maria Teresa Madeira (Rio de Janeiro, 23 de outubro de 1960) é uma pianista brasileira .

## Carreira
Estudou piano na Universidade Federal do Rio de Janeiro e na Universidade de Iowa (mestrado) . 
Foi solista à frente de várias orquestra, como as sinfônicas Brasileira, a da Universidade Federal Fluminense e a da Universidade Federal de Mato Grosso, além das orquestras de câmara do Conservatório Brasileiro de Música e da Universidade de Iowa, entre outras.
No teatro, produziu e tocou em várias musicais.
Em 1999, dublou as mãos de Regina Duarte no papel de Chiquinha Gonzaga, na minissérie da Rede Globo. Na trilha sonora da série, tocou todos os pianos e acompanhou cantores como Lenine, Paulinho Moska, Beth Carvalho, Zé Ramalho, Joanna, Leila Pinheiro, entre outros .

## Discografia
- Choro: do Quintal ao Municipal [3]
- Sempre Nazareth
- Ernesto Nazareth, projeto Mestres Brasileiros, dedicados ao compositor Ernesto Nazaré [4].